# Rafael Bačar
Rafael Bačar (s polnim imenom Rafael Franc Jožef), slovenski ornitolog, * 2. januar 1902, Divača, † 21. april 1975, Ljubljana.